# Тагинцев, Михаил Фёдорович
Михаил Фёдорович Тагинцев (1938—2013) — генерал-майор Вооружённых Сил Российской Федерации.

## Биография
Михаил Тагинцев родился 13 ноября 1938 года в станице Орджоникидзевская (ныне — Ингушетия). Окончил среднюю школу в Ленкорани. В 1956 году был призван на службу в Советскую Армию. В 1959 году он окончил 1-е военное автомобильное училище, в 1971 году — Военно-воздушную академию имени Ю. А. Гагарина. Служил в Прикарпатском военном округе, затем в 14-й воздушной армии, в составе подразделений Группы советских войск в Германии. В 1982—1984 годах был начальником штаба и одновременно заместителем начальника тыла Военно-воздушных сил Группы советских войск в Германии.
В 1984 году Тагинцев был назначен на должность начальника штаба тыла Военно-воздушных сил Дальневосточного военного округа, в 1986 году — заместителем командующего окружными Военно-воздушными силами, в 1988 году — начальником тыла 1-й воздушной армии. С 1991 года проживал в Смоленске, командовал тылом 46-й воздушной армии. В августе 1994 года в звании генерал-майора Тагинцев был уволен в запас. Скончался 15 января 2013 года, похоронен на Новом кладбище Смоленска.
Был награждён орденом «Знак Почёта» и рядом медалей.